# Aidan Mark Dodson
Dr Aidan Mark Dodson (né à Londres en 1962) est un égyptologue britannique qui travaille au département d'archéologie et d'anthropologie de l'université de Bristol, particulièrement sur le référencement des tombes de l'Égypte antique. Il est un spécialiste de l'histoire de l'Égypte antique et des dynasties royales.
Il est l'auteur de très nombreux ouvrages sur l'égyptologie.

## Publications
- Death After Death in the Valley of the Kings, dans Death and Taxes in the Ancient Near East, Edwin Mellen, Lewiston, 1992.
- KV 55 and the end of the reign of Akhenaten, vol. 1, p. 135–139, Atti del VI Congresso Internazionale di Egittologia, Turin, 1992.
- On the Burial of Prince Ptahshepses, GM 129, 1992.
- Stelae of the Middle and New Kingdoms in the Museum of Archaeology and Anthropology, University of Cambridge, 1992.
- Kings' Valley Tomb 55 and the Fates of the Amarna Kings, vol. 3, p. 92–103, San Francisco, 1994.
- Amarna Letters: Essays on Ancient Egypt ca. 1390-1310 B.C., KMT Communications, San Francisco, 1994.
- On the Burial of Maihirpri and Certain Coffins of the Eighteenth Dynasty, no 82, p. 331–338, Cambridge, 1995.
- Orientalia Lovaniensia Analecta, Uitgeverij Peeters, Leuvin, 1998.
- Monarchs of the Nile, Cairo, New York, 2000.
- avec Dyan Hilton : The Complete Royal Families of Ancient Egypt, 2004 [détail des éditions].